# 第45回日劇學院賞
←第44回 - 第45回 - 第46回→
第45回日劇學院賞，針對2005年4至6月在日本播出的連續劇做出投票與評比。

## 最優秀作品賞
1. 虎與龍
2. 飆風引擎
3. 為愛向錢衝

- 讀者票：1.飆風引擎；2.為愛向錢衝；3.熟女真命苦
- 記者票：1.虎與龍；2.離婚女律師2；3.熟女真命苦
- 評審票：1.虎與龍；2.飆風引擎；3.為愛向錢衝、熟女真命苦

## 主演男優賞
1. 長瀨智也（虎與龍）
2. 木村拓哉（飆風引擎）
3. 草彅剛（為愛向錢衝）

- 讀者票：1.木村拓哉（飆風引擎）；2.草彅剛（為愛向錢衝）；3.長瀨智也（虎與龍）
- 記者票：1.長瀨智也（虎與龍）；2.草彅剛（為愛向錢衝）；3.木村拓哉（飆風引擎）
- 評審票：1.長瀨智也（虎與龍）；2.草彅剛（為愛向錢衝）；3.木村拓哉（飆風引擎）

## 主演女優賞
1. 篠原涼子（熟女真命苦）
2. 天海祐希（離婚女律師2）
3. 成海璃子（琉璃之島）

- 讀者票：1.篠原涼子（熟女真命苦）；2.天海祐希（離婚女律師2）；3.稻森泉（熟女拉警報）
- 記者票：1.篠原涼子（熟女真命苦）；2.天海祐希（離婚女律師2）；3.成海璃子（琉璃之島）
- 評審票：1.篠原涼子（熟女真命苦）；2.天海祐希（離婚女律師2）、成海璃子（琉璃之島）

## 助演男優賞
1. 西田敏行（虎與龍）
2. 堤真一（為愛向錢衝）
3. 神木隆之介（牽絆的愛）

- 讀者票：1.赤西仁（熟女真命苦）；2.堤真一（為愛向錢衝）；3.原田芳雄（飆風引擎）
- 記者票：1.西田敏行（虎與龍）；2.神木隆之介（牽絆的愛）；3.堤真一（為愛向錢衝）
- 評審票：1.西田敏行（虎與龍）；2.神木隆之介（牽絆的愛）；3.堤真一（為愛向錢衝）

## 助演女優賞
1. 小雪 （飆風引擎）
2. 釋由美子（熟女拉警報）
3. 森口瑤子（污穢之舌）

- 讀者票：1.小雪（飆風引擎）；2.戶田菜穗（熟女真命苦）；3.和久井映見（為愛向錢衝）
- 記者票：1.釋由美子（熟女拉警報）；2.伊東美咲（虎與龍）；3.牧瀨里穗（污穢之舌）
- 評審票：1.森口瑤子（污穢之舌）；2.小西真奈美（琉璃之島）；3.原田美枝子（牽絆的愛）

## 音樂賞
- 仲西匡【虎與龍】

## 監督賞
- 金子文紀、片山修、坪井敏雄【虎與龍】

## 腳本賞
- 宮藤官九郎【虎與龍】

## 片頭賞
- 片山修【虎與龍】

## 新人賞
- 從缺

## 特別賞
- 藤田眞【刑事純情派】